# Älsjön, Västergötland
Älsjön är en sjö i Göteborgs kommun och Lerums kommun i Västergötland och ingår i Göta älvs huvudavrinningsområde. Sjön är 15,7 meter djup, har en yta på 0,296 kvadratkilometer och befinner sig 78,9 meter över havet.
Älsjön är belägen söder om Olofstorp, Göteborgs kommun. Runt sjön ligger många sommarstugor, och på västra sidan av sjön finns en badplats med hopptorn. Till sjön leder Stora Älsjövägen som tidigare hette Väg 2. I anslutning till vägen ligger Lilla Älsjövägen som tidigare hade namnet Väg 3.
Sydväst om Älsjön ligger Fattjärn.

## Delavrinningsområde
Älsjön ingår i delavrinningsområde (641061-128671) som SMHI kallar för Utloppet av Aspen. Medelhöjden är 66 meter över havet och ytan är 27,64 kvadratkilometer. Räknas de 75 avrinningsområdena uppströms in blir den ackumulerade arean 1 402,57 kvadratkilometer. Säveån som avvattnar avrinningsområdet har biflödesordning 2, vilket innebär att vattnet flödar genom totalt 2 vattendrag innan det når havet efter 21 kilometer. Avrinningsområdet består mestadels av skog (51 %). Avrinningsområdet har 5,04 kvadratkilometer vattenytor vilket ger det en sjöprocent på 18,2 %. Bebyggelsen i området täcker en yta av 3,92 kvadratkilometer eller 14 % av avrinningsområdet.